# Lindewerra
Lindewerra este o comună din landul Turingia, Germania.

## Istoric
Înainte de Unirea celor două Germanii, Lindewerra fusese unul din puținele localittăți din Republica Democrată Germană, care se putea observa cu ochiul liber din Republica Federală a Germaniei.
1. ↑  Alle politisch selbständigen Gemeinden mit ausgewählten Merkmalen am 31.12.2018 (4. Quartal) (în germană), Statistisches Bundesamt[*], arhivat din original la 10 martie 2019, accesat în 10 martie 2019